# 虎山社

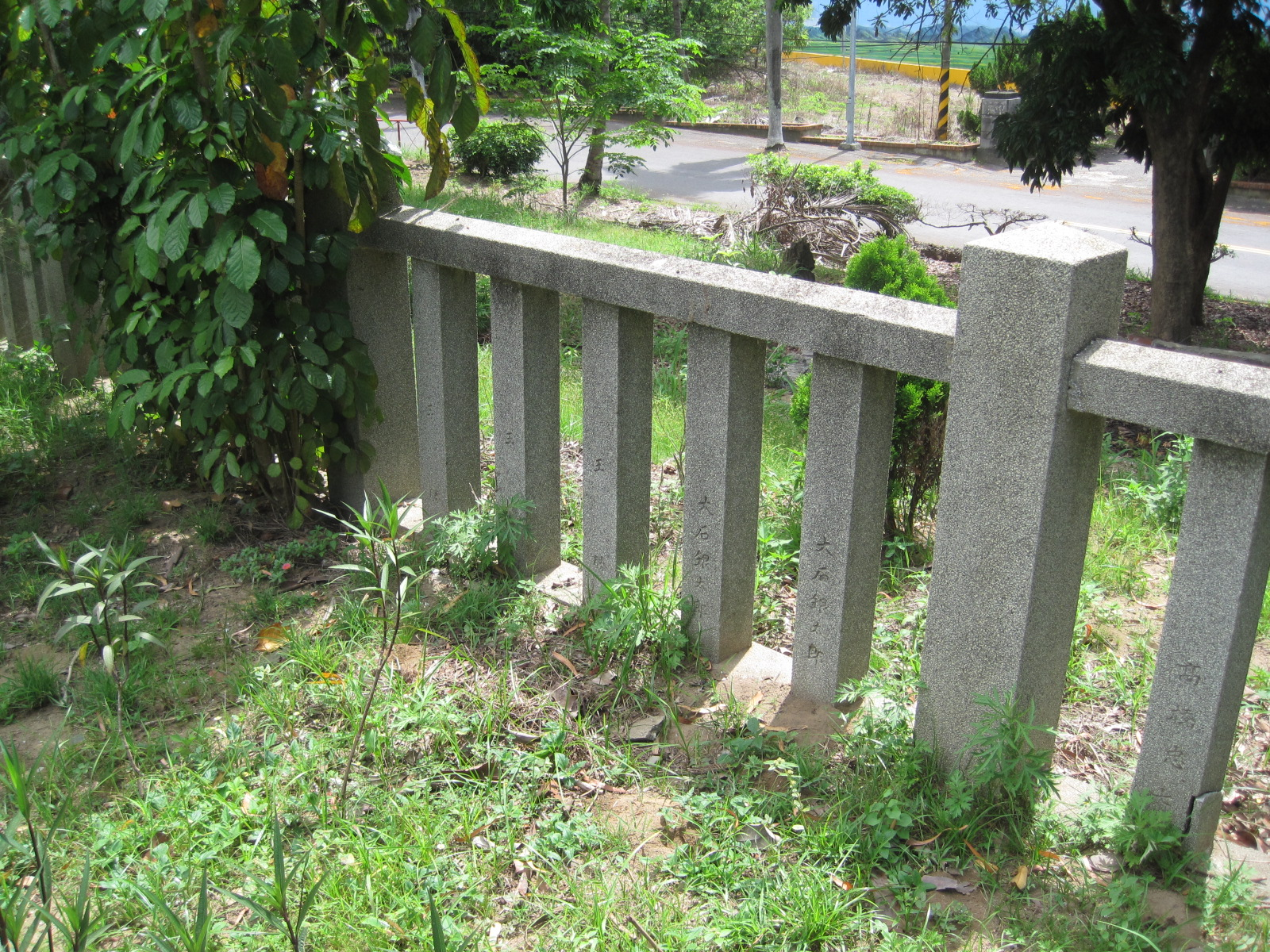
虎山社玉垣，上面留有捐獻者姓名

虎山社，亦稱車路墘社，是臺灣日治時期臺南州新豐郡永寧庄臺灣製糖株式會社車路墘製糖所的構內神社。

## 歷史
虎山社作為臺灣製糖株式會社車路墘製糖所的構內神社，選址於臺南州新豐郡永寧莊牛稠子(臺灣製糖株式會社車路墘製糖所構內)(今台南市仁德區虎山一街阿彌陀佛亭)興建。昭和8年（1933年）5月28日落成，同年6月5日或7日鎮座。祭祀天照大神、豐受大神、北白川宮能久親王，例祭日11月7日。神社維持費用來自於車路墘製糖所。
二戰後被拆毀，原址成為阿彌陀佛亭。

## 神社建築
虎山社元配置有碎石參道、混凝土造社號標(位於神社入口最前處)、狛犬1對(位於鳥居前樓梯下方)、木造靖國鳥居1基、燈籠數對、切妻造手水舍、石造玉垣、神明造拜殿、神明造本殿。

## 現況
現於仁德糖廠附近虎山一街的阿彌陀佛亭尚留有石造玉垣等遺跡。

## 關聯項目
台灣神社列表